# 平井正史
平井 正史（ひらい まさふみ、1975年4月21日 - ）は、愛媛県宇和島市出身の元プロ野球選手（投手）、コーチ。
現役時代はNPBのオリックス・ブルーウェーブ（パシフィック・リーグ）、中日ドラゴンズ（セントラル・リーグ）で主力投手として活躍した。現在は、ブルーウェーブの後身球団であるオリックス・バファローズ投手コーチを務めている。

## 経歴

### プロ入り前
宇和島市の離島・九島で生まれ育ち、宇和島市立九島小学校・市立城南中学校を卒業した。宇和島東高校時代は1993年の甲子園に春夏連続出場を果たす。高校時代から既に球速150 km/h前後の速球投手として注目されていた。その後、ドラフト会議でオリックス・ブルーウェーブから1位指名を受け、同年11月29日に契約金1億円、年俸540万円の契約条件で入団に合意した。当初は福岡ダイエーホークス入りを希望していたが、オリックス側の説得を受けて翻意した。

### オリックス時代
1994年、9月10日の対近鉄バファローズ戦、同点で迎えた9回裏無死満塁の場面でプロ初登板し、一死は取ったものの次の打者にサヨナラ犠牲フライを打たれるデビュー結果となった。その後は初勝利を挙げるなど8試合登板、1勝3敗の成績で終わった。
1995年、当時の投手コーチだった山田久志は先発投手としての育成を考えたが、監督の仰木彬の意向により、リリーフとして起用されることとなった。開幕から抑えとして活躍しオールスターゲーム出場。この年は15勝5敗27セーブを記録し、パ・リーグの最優秀救援投手と最高勝率のタイトルを獲得、リーグ新人王にも選出された。リーグ優勝を決めた9月19日の西武ライオンズ戦では、最後の打者吉竹春樹を一塁ゴロに抑え胴上げ投手になっている。
もっとも、その西武戦の前後の試合では、2/3回を自責5、1回を自責4と打ち込まれており、これによって9月16日時点で1.42だった防御率を2.32まで悪化させている。この不調はヤクルトスワローズとの日本シリーズでも続き、シーズン被本塁打1本だったにもかかわらず、第2戦では勝ち越し本塁打、第3戦ではサヨナラ本塁打を打たれ2連敗し、その後の登板機会はなくチームも日本一を逃した。
1996年も、引き続き前年終盤からの苦しい投球が続き、抑えの座を鈴木平に明け渡す。終盤復調しリーグ連覇に貢献。読売ジャイアンツ（巨人）との日本シリーズでも、第1戦で前年記録できなかったセーブを記録。日本シリーズ制覇に貢献した。同年オフに投手コーチの山田は先発起用を懇願しチームを退団する。
1997年、前投手コーチの山田の希望通り、先発投手に転向。開幕から先発ローテーションに入り、第3戦目に登板したがスタミナ不足で長いイニングが投げられず、5月半ばに二軍（ウエスタン・リーグ）へ降格する。終盤に一軍復帰したが、同シーズンはわずか2勝に終わる。
1998年、中盤からセットアッパーとしてチームに貢献。終盤には先発ローテーションにも入り復調した。
1999年以降、右肘の怪我や不調のため、2002年までの4年間は勝ち星を挙げることができなかった。

### 中日時代
2002年シーズン終了後の2003年1月7日、山﨑武司との交換トレードで山田が監督を務めていた中日ドラゴンズへ移籍することが発表された。2003年1月15日に入団会見を行った。背番号は、当初マーク・バルデスが着用する予定だった36と発表され、バルデスはオマール・リナレスが着用していた44、リナレスは38に変更された。
2003年は、開幕3戦目となる3月30日の対巨人戦（東京ドーム）で、移籍後初勝利を挙げた。この勝利はオリックス時代の1998年以来5年ぶりの勝利となった。この試合は序盤で中日が8-1と7点リードしていたが先発の野口茂樹が5回持たずに降板したことで、巨人に追い上げられ最終的に10-9と辛くも逃げ切っての勝利だった。この勝利でチームは開幕カードを2勝1敗で勝ち越した。平井は序盤はリリーフで結果を残し、後述するチーム事情もあり21試合目の登板となる5月22日の横浜ベイスターズ戦（横浜スタジアム）から先発ローテーションに入った。6月13日の横浜戦（横浜スタジアム）ではオリックス時代の1998年以来5年ぶりに先発登板で勝利を挙げた。同時に、この勝利が中日移籍後先発初勝利となった。6月27日の巨人戦（ナゴヤドーム）では本拠地初勝利を挙げ、移籍後初めてヒーローインタビューを受けた。試合前に山田久志監督の休養が発表された9月9日の広島東洋カープ戦（しまなみ球場）ではプロ初完封勝利を挙げた。9月は4勝、3完投、防御率1.14の成績を残し、1995年以来8年ぶりに月間MVPを受賞した。チームが不振に喘ぎ、先発投手陣ではエースの川上憲伸、前年初の2桁勝利を挙げた朝倉健太らが故障で離脱するなど苦しい事情の中で勝ち星を重ね、40試合に登板し、初の規定投球回到達を達成してチームトップの12勝を挙げ、カムバック賞を受賞した。防御率3.06はリーグ2位の数字だった。
オフには新球シュートの取得を目指していることが報道された。
2004年は開幕4戦目の4月6日の巨人戦（ナゴヤドーム）でシーズン初先発したが、5回4失点で敗戦投手となった。5月1日の横浜戦（ナゴヤドーム）でシーズン初勝利。しかし、5月23日の横浜戦（横浜スタジアム）で左脇腹を痛め、7月7日に復帰するまで約1か月半戦線離脱した。
7月までは主に先発として登板していたが、8月4日の横浜戦（ナゴヤドーム）からはアテネオリンピックで抜けた岩瀬仁紀に代わり抑えを務めることとなった。8月8日の広島戦（広島市民球場）では6年ぶりにセーブを記録し、これが中日移籍後初セーブとなった。岩瀬がオリンピックから戻った後は中継ぎとして登板。最終的に38試合の登板で5勝6敗5セーブ、防御率3.93を記録し、リーグ優勝に貢献した。
中日移籍後初の西武との日本シリーズでは第2戦、第4戦、第7戦に登板。第2戦は1回を投げ無失点だったが、第4戦は勝ち試合ではあったものの中島裕之にソロ本塁打を打たれ、第7戦ではホセ・フェルナンデスに適時打、平尾博嗣にソロ本塁打を打たれ2失点するなどやや苦しみ、チームも50年ぶりの日本一を逃した。
7月までは防御率5点台だったものの、中継ぎ・抑えに回った8月以降は防御率1点台と安定した投球をしたことが評価され、オフの11月6日に2000万円増の年俸7000万円（自己最高年俸）で契約を更改した。
2005年からは中継ぎ専任となった。この年のチームは阪神と終盤優勝争いをしていた。9月7日の阪神戦（ナゴヤドーム）では敗戦投手となったが、この試合は優勝争いをする意味で非常に大きな試合となった。9回に阪神が得点した際、2人目の走者中村豊が微妙な判定でアウトとなり、阪神監督の岡田彰布が抗議したが、覆らなかった。そしてその裏の中日の攻撃で走者が生還した際はアウトのタイミングになったが今度はセーフの判定で再び岡田が猛抗議し、今度は阪神の野手陣を引き上げさせた。没収試合寸前だったが、岡田は球団社長の説得を受け入れる形で試合は再開された。チームはその後追いつき、延長戦に突入した。自身は延長10回途中から登板し、イニングを跨ぎ11回も登板したが、9回にアウトになった中村に勝ち越し本塁打を打たれ、これが決勝点となった。この試合を境に阪神は勢いづいて2年ぶりのリーグ制覇を果たし、中日は一度は追い上げを見せるも阪神に及ばずリーグ連覇を逃した。この年は55試合に登板したが、防御率は3.83と安定したとは言い難かった。
2006年は自己最多の57試合に登板し、2年ぶりのリーグ優勝に貢献した。北海道日本ハムファイターズとの日本シリーズでは第2戦と第5戦に登板し、いずれも無失点に抑えたが日本一にはなれなかった。同年オフの契約更改交渉では当初、球団から年俸9300万円（前年比1300万円増）を提示されたがこれを保留し、「中継ぎの評価が先発に比べて低い」という旨を述べていた。最終的に、年俸9500万円（同1500万円増）で更改した。また同年オフ、背番号を33に変更した
2007年は先発に再転向する予定だったが故障のため開幕二軍スタートとなった。結局は中継ぎのままとなったが5月に一軍昇格するとそのまま中継ぎに定着し、45試合に登板した。日本シリーズでは前年同様日本ハムとの対戦となったが、第3戦と第4戦の2試合に登板し無失点に抑えた。そしてチームの日本一に貢献した。
2008年はこれまでのような安定感がなく打ち込まれることもあり、二軍落ちを味わうなど37試合の登板に留まり9ホールドに留まり防御率も5点台となってしまった。
2009年は前年同様不振でこの年NPBに復帰した河原純一が積極起用されたことや先発で不振だった浅尾拓也が中継ぎに回ったこともあり、25試合の登板に終わった。
2010年は46試合に登板して防御率2点台の成績を残し、4年ぶりのリーグ優勝に貢献した。しかし、千葉ロッテマリーンズと対戦した日本シリーズでは第1戦に登板したものの井口資仁にソロ本塁打を打たれるなど2回2失点と不調でこれ以降の登板はなく日本一を逃した。
2011年は33試合の登板に終わった。福岡ソフトバンクホークスとの日本シリーズでは第2戦で9回の1イニング抑えると延長10回に味方が勝ち越し、そのまま勝利したことで自身初の日本シリーズ初勝利を挙げた。日本シリーズはこの1試合だけの登板だけで2年連続でチームは日本一を逃している。
2012年は浅尾の不調もあったが先発から中継ぎ、抑えとフルに活躍した山井大介の存在もありわずか2試合の登板に終わり、10月2日に球団から戦力外通告を受けた。本人は「覚悟はしていた」と話し、現役続行を希望。同年11月9日に行われた12球団合同トライアウト（日本製紙クリネックススタジアム宮城）に参加したところ、古巣オリックスから誘いを受け、同球団の秋季キャンプで入団テストを受験。18日に松本幸大とともに合格が発表され、12月1日に11年ぶりの古巣復帰が発表された。

### オリックス復帰・引退
2013年は若手の佐藤達也などが台頭したこともあり、21試合にしか登板できなかったが限られた登板の中で自分の役割を果たした。
2014年はチームは優勝争いするも若手の台頭により1試合の登板に終わった。10月8日に同年限りでの現役引退を発表。同時に、2015年よりオリックスの二軍投手コーチに就任することが発表された。

### 現役引退後
2016年まで二軍投手コーチを務めたあと、2017年からは一軍投手コーチを務める。2020年8月21日に、中嶋聡二軍監督が一軍監督代行に就任することに合わせて、二軍投手コーチへと配置転換された。2021年からは育成コーチに配置転換となった。2023年からは投手コーチに配置転換された。2025年からは一軍・二軍の肩書が復活し、役職名は二軍投手コーチとなった。

## 選手としての特徴・人物
若手時代は最高球速157km/h、常時、150km/hを出すストレートに落差のあるフォークでストッパーとして活躍し、当時の平井のボールは、「浮き上がる」「うなる」と打者に恐れられた。神戸を未曾有の大震災が襲い、「がんばろうKOBE」とユニホームの肩に縫い付けて戦ったこの1995年のシーズンに入団2年目の平井は、15勝27セーブの大活躍でオリックスのリーグ優勝、日本一へ貢献。新人王並びに最優秀救援賞を獲得した。
プロ初登板でサヨナラ負けを喫したことで試合後に本人は落ち込んでいたが、当時監督だった仰木彬に監督室に呼ばれると「これで北新地に行ってこい」と賞金をもらっている。負け試合で監督賞を貰ったのは後にも先にもこれが初めてで、後に「あれがあったからここまで来られた」と仰木への感謝の気持を口にしている。
プロ入り前は九島から船で四国の学校へ登校していたため、遅くまで練習していると九島への帰りの船の最終便時刻を過ぎてしまうことがあり、その際には父親に漁船で迎えに来てもらっていたという。1995年時点で、プロ野球選手としては珍しい4級小型船舶免許を所有していたことが報じられている。趣味は釣りで、自ら船を操縦して沖で釣りをすることもあったという。特技は水泳で、高校時代には野球部監督の上甲正典に夏の練習メニューとして水泳を取り入れるよう進言したこともある。

## 詳細情報

### 年度別投手成績
| 年 度      | 球 団      | 登 板 | 先 発 | 完 投 | 完 封 | 無 四 球 | 勝 利 | 敗 戦 | セ 丨 ブ | ホ 丨 ル ド | 勝 率 | 打 者 | 投 球 回 | 被 安 打 | 被 本 塁 打 | 与 四 球 | 敬 遠 | 与 死 球 | 奪 三 振 | 暴 投 | ボ 丨 ク | 失 点 | 自 責 点 | 防 御 率 | W H I P |
| ---------- | ---------- | ----- | ----- | ----- | ----- | -------- | ----- | ----- | -------- | ----------- | ----- | ----- | -------- | -------- | ----------- | -------- | ----- | -------- | -------- | ----- | -------- | ----- | -------- | -------- | ------- |
| 1994       | オリックス | 8     | 1     | 0     | 0     | 0        | 1     | 3     | 0        | --          | .250  | 55    | 15.0     | 10       | 0           | 2        | 1     | 1        | 12       | 0     | 0        | 5     | 3        | 1.80     | 0.80    |
| 1995       | オリックス | 53    | 0     | 0     | 0     | 0        | 15    | 5     | 27       | --          | .750  | 343   | 85.1     | 77       | 1           | 14       | 1     | 2        | 82       | 3     | 0        | 25    | 22       | 2.32     | 1.07    |
| 1996       | オリックス | 34    | 0     | 0     | 0     | 0        | 5     | 3     | 6        | --          | .625  | 202   | 50.1     | 34       | 3           | 19       | 1     | 1        | 50       | 1     | 0        | 16    | 14       | 2.50     | 1.05    |
| 1997       | オリックス | 17    | 9     | 0     | 0     | 0        | 2     | 1     | 0        | --          | .667  | 249   | 54.1     | 68       | 5           | 18       | 0     | 5        | 27       | 1     | 0        | 29    | 24       | 3.98     | 1.58    |
| 1998       | オリックス | 36    | 3     | 0     | 0     | 0        | 6     | 3     | 1        | --          | .667  | 265   | 65.1     | 50       | 8           | 20       | 1     | 1        | 48       | 3     | 0        | 23    | 18       | 2.48     | 1.07    |
| 1999       | オリックス | 5     | 2     | 0     | 0     | 0        | 0     | 1     | 0        | --          | .000  | 81    | 15.0     | 25       | 3           | 13       | 0     | 0        | 7        | 1     | 0        | 18    | 14       | 8.40     | 2.53    |
| 2000       | オリックス | 5     | 0     | 0     | 0     | 0        | 0     | 1     | 0        | --          | .000  | 16    | 3.2      | 3        | 2           | 3        | 0     | 0        | 0        | 0     | 0        | 3     | 3        | 7.36     | 1.64    |
| 2001       | オリックス | 6     | 0     | 0     | 0     | 0        | 0     | 0     | 0        | --          | ----  | 46    | 9.2      | 11       | 3           | 5        | 0     | 1        | 13       | 0     | 0        | 9     | 9        | 8.38     | 1.66    |
| 2002       | オリックス | 5     | 0     | 0     | 0     | 0        | 0     | 0     | 0        | --          | ----  | 22    | 4.0      | 8        | 1           | 2        | 0     | 1        | 3        | 1     | 0        | 4     | 4        | 9.00     | 2.50    |
| 2003       | 中日       | 40    | 20    | 3     | 2     | 1        | 12    | 6     | 0        | --          | .667  | 584   | 144.1    | 132      | 16          | 25       | 2     | 6        | 98       | 0     | 0        | 55    | 49       | 3.06     | 1.09    |
| 2004       | 中日       | 38    | 10    | 0     | 0     | 0        | 5     | 6     | 5        | --          | .455  | 358   | 87.0     | 92       | 6           | 17       | 1     | 0        | 58       | 0     | 0        | 40    | 38       | 3.93     | 1.25    |
| 2005       | 中日       | 55    | 0     | 0     | 0     | 0        | 4     | 4     | 1        | 16          | .500  | 231   | 54.0     | 51       | 6           | 16       | 4     | 3        | 46       | 2     | 0        | 24    | 23       | 3.83     | 1.24    |
| 2006       | 中日       | 57    | 0     | 0     | 0     | 0        | 5     | 3     | 0        | 22          | .625  | 254   | 63.0     | 51       | 5           | 16       | 4     | 1        | 44       | 1     | 0        | 16    | 16       | 2.29     | 1.06    |
| 2007       | 中日       | 45    | 0     | 0     | 0     | 0        | 4     | 2     | 0        | 19          | .667  | 162   | 41.0     | 35       | 5           | 10       | 0     | 1        | 30       | 1     | 0        | 18    | 15       | 3.29     | 1.10    |
| 2008       | 中日       | 37    | 0     | 0     | 0     | 0        | 1     | 1     | 0        | 9           | .500  | 128   | 28.0     | 36       | 3           | 6        | 1     | 3        | 23       | 1     | 0        | 16    | 16       | 5.14     | 1.50    |
| 2009       | 中日       | 25    | 0     | 0     | 0     | 0        | 0     | 1     | 1        | 5           | .000  | 81    | 19.0     | 17       | 4           | 8        | 0     | 1        | 16       | 0     | 0        | 9     | 9        | 4.26     | 1.32    |
| 2010       | 中日       | 46    | 0     | 0     | 0     | 0        | 2     | 1     | 0        | 5           | .667  | 203   | 49.0     | 40       | 5           | 16       | 3     | 3        | 29       | 2     | 0        | 12    | 12       | 2.20     | 1.14    |
| 2011       | 中日       | 33    | 0     | 0     | 0     | 0        | 1     | 1     | 0        | 5           | .500  | 127   | 27.2     | 32       | 3           | 8        | 1     | 2        | 12       | 1     | 0        | 15    | 12       | 3.90     | 1.45    |
| 2012       | 中日       | 2     | 0     | 0     | 0     | 0        | 0     | 1     | 0        | 1           | .000  | 14    | 2.1      | 5        | 0           | 1        | 0     | 1        | 3        | 0     | 0        | 3     | 3        | 11.57    | 2.61    |
| 2013       | オリックス | 21    | 0     | 0     | 0     | 0        | 0     | 0     | 0        | 2           | ----  | 96    | 20.1     | 26       | 0           | 7        | 0     | 2        | 19       | 0     | 0        | 5     | 5        | 2.21     | 1.62    |
| 2014       | オリックス | 1     | 0     | 0     | 0     | 0        | 0     | 0     | 0        | 0           | ----  | 4     | 1.0      | 1        | 0           | 0        | 0     | 0        | 0        | 0     | 0        | 0     | 0        | 0.00     | 1.00    |
| 通算：21年 | 通算：21年 | 569   | 45    | 3     | 2     | 1        | 63    | 43    | 41       | 84          | .594  | 3521  | 839.1    | 804      | 79          | 226      | 20    | 35       | 620      | 18    | 0        | 345   | 309      | 3.31     | 1.23    |

- 各年度の太字はリーグ最高

### タイトル
- 最高勝率：1回（1995年）
- 最優秀救援投手：1回（1995年）

### 表彰
- 新人王（1995年） ※セーブ王との同時受賞は、パ・リーグでは他に三瀬幸司のみ
- 月間MVP：2回（投手部門：1995年6月、2003年9月）
- 最優秀バッテリー賞：1回（1995年 捕手：中嶋聡）
- ファイアマン賞：1回（1995年）
- IBMプレイヤー・オブ・ザ・イヤー賞：1回（1995年）
- カムバック賞（2003年）
- 優秀JCB・MEP賞：1回（2003年）
- サンスポMVP新人賞（1995年）[61]

### 記録
初記録
投手記録
- 初登板：1994年9月10日、対近鉄バファローズ23回戦（藤井寺球場）、9回裏無死満塁に4番手で救援登板・完了、2/3回無失点
- 初奪三振：同上、9回裏に村上嵩幸から
- 初勝利：1994年9月15日、対日本ハムファイターズ26回戦（東京ドーム）、7回裏一死に3番手で救援登板・完了、2回2/3を無失点
- 初先発：1994年10月4日、対西武ライオンズ26回戦（グリーンスタジアム神戸）、5回無失点
- 初セーブ：1995年4月19日、対日本ハムファイターズ4回戦（グリーンスタジアム神戸）、8回表に2番手で救援登板・完了、2回無失点
- 初先発勝利：1997年4月24日、対西武ライオンズ6回戦（グリーンスタジアム神戸）、7回2/3を1失点
- 初完投勝利・初完封勝利：2003年9月9日、対広島東洋カープ24回戦[8]（しまなみ球場）
- 初ホールド：2005年4月5日、対ヤクルトスワローズ1回戦（明治神宮野球場）、8回裏に3番手で救援登板、1回無失点

打撃記録
- 初安打・初打点：2003年5月28日、対読売ジャイアンツ11回戦（ナゴヤドーム）、2回裏にゲーリー・ラスから右前適時打[62]

節目の記録
- 500試合登板：2010年7月31日、対阪神タイガース14回戦（阪神甲子園球場）、10回裏二死に8番手で救援登板、1回1/3無失点 ※史上86人目

その他の記録
- 1球勝利投手：2007年7月31日、対広島東洋カープ11回戦（広島市民球場）、9回裏一死に石原慶幸を遊撃ゴロ併殺打 ※史上23人目（セ・リーグ13人目）
- オールスターゲーム出場：1回（1995年）

### 背番号
- 33（1994年 - 2002年、2007年 - 2012年）
- 38（2003年移籍当初）
- 36（2003年 - 2006年、2013年 - 2014年）
- 72（2015年 - ）